# Pequeno Bosque Ilustrado
Pequeno Bosque Ilustrado é um programa infantil produzido pela Encuentro em 2009 na Argentina que ensina as pessoas a fazer desenhos de animais unindo formas diferentes, além de depois explicar como eles vivem. O protagonista é um boneco. No final do episódio ele sempre diz: Desenhar um animal é muito fácil. Unindo-se formas diferentes podemos desenhar qualquer animal e depois entrega seu quadro a vizinhos, encerrando o episódio. No Brasil Foi exibido na TV Cultura.

## Episódios
- 1- Tamanduá
- 2- Vicunha
- 3- Pinguim
- 4- Coruja
- 5- Truta/falcão
- 6- Jacaré
- 7- Anta
- 8- Quati